# Thomas Blatt
Thomas Blatt, nato Tomasz Blatt, detto Toivi (Izbica, 15 aprile 1927 – Santa Barbara, 31 ottobre 2015), è stato uno scrittore polacco naturalizzato statunitense di origine ebraica, superstite dell'Olocausto.

## Biografia

### Primi anni e deportazione
Thomas "Toivi" Blatt nacque nel 1927 a Izbica da genitori ebrei. Dopo lo scoppio della Seconda guerra mondiale, nel settembre 1939, i tedeschi istituirono un ghetto ad Izbica, dove vennero internati Thomas e la sua famiglia. Blatt lavorò in un'officina e ciò, inizialmente, lo salvò dai rastrellamenti.
Nel 1942 riuscì a fuggire in Ungheria, utilizzando documenti falsi, ma venne catturato e riportato ad Izbica. Nell'aprile del 1943, fu deportato, assieme alla sua famiglia, nel campo di sterminio di Sobibór, nella Polonia orientale, dove giunse il 23 aprile. I genitori e il fratello di Thomas, così come altri 200 ebrei di Izbica, furono uccisi immediatamente.
Blatt, che all'epoca aveva 16 anni, fu uno dei soli quaranta ragazzi selezionati per lavorare nel campo. Fu impiegato principalmente come lustrascarpe dell'SS-Oberscharführer Karl Frenzel, ma si occupò anche di rafforzare la recinzione intorno al campo e di bruciare i vestiti delle vittime mandate alle camere a gas.
In quel periodo, nel campo si stava organizzando un gruppo di resistenti che, sotto la guida di Leon Feldhendler, stavano progettando una rivolta per tentare di evadere dal lager, sull'esempio del tentativo di fuga dei prigionieri del campo di sterminio di Treblinka del 2 agosto 1943 e della rivolta del ghetto di Varsavia. Con l'aiuto di alcuni prigionieri di guerra sovietici, guidati dall'ufficiale dell'Armata Rossa Aleksandr Pečerskij, i rivoltosi riuscirono a fuggire dal campo il 14 ottobre dello stesso anno, dopo aver ucciso undici ufficiali nazisti. Blatt, mentre cercava di fuggire sotto il filo spinato del campo, rimase schiacciato sotto il peso degli altri detenuti che cercavano di scavalcare il filo utilizzando una scala di legno. Riuscì a sfilarsi il cappotto, rimasto impigliato nella recinzione, e corse via. Dopo la rivolta, venne nascosto da un fattore polacco, il quale poi gli sparò per rubargli il denaro. Toivi, colpito alla mascella, finse di essere morto e riuscì a tenersi in vita fino alla fine della guerra.

### Dopo la guerra

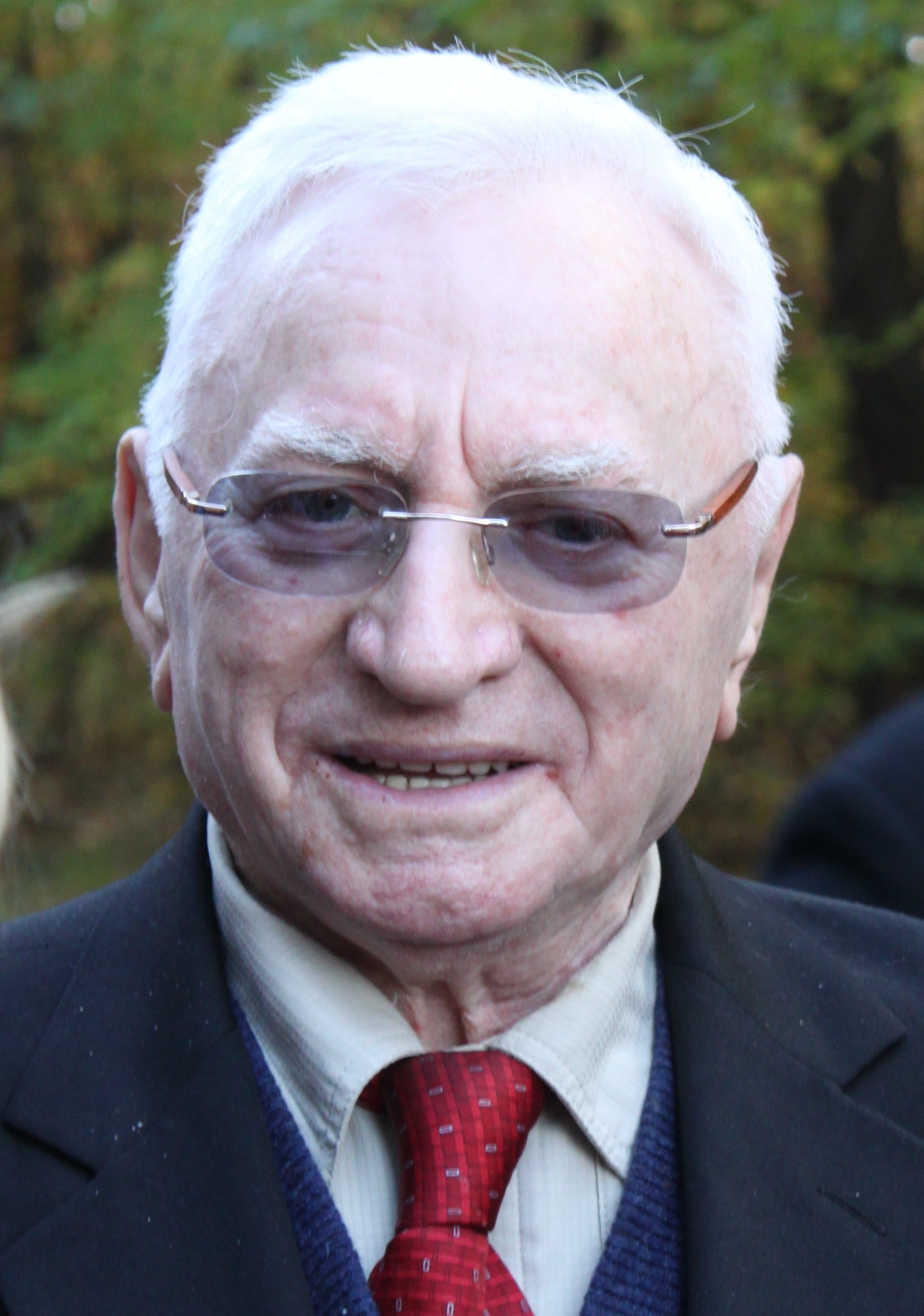
Thomas Blatt a Sobibór nel giorno del 70º anniversario della rivolta del campo (14 ottobre 2013)

Nel 1958, Blatt emigrò in Israele e, in seguito, negli Stati Uniti. Negli anni settanta e ottanta aiutò lo scrittore Richard Rashke ad individuare e intervistare i sopravvissuti alla rivolta di Sobibór. In seguito Rashke scrisse il libro Fuga da Sobibor, pubblicato nel 1983, dal quale poi verrà tratto l'omonimo film per la televisione, di cui Blatt fu consulente tecnico.
Nel 1983 Toivi, che in quel periodo stava scrivendo il libro Sobibor. La rivolta dimenticata, intervistò il sergente Frenzel, ponendogli alcune domande circa l'organizzazione dell'ex campo di Sobibór e i metodi applicati per lo sterminio degli ebrei. Frenzel era stato appena rilasciato dopo aver scontato 16 anni di carcere e alloggiava in un albergo di Hagen. La prima domanda che Blatt gli rivolse fu: «Si ricorda di me?», alla quale seguì una risposta alquanto strana: «No, eri un ragazzino». Ad un certo punto Toivi, dopo una lunga conversazione riguardo alla vita personale di Frenzel, gli chiese: «Quanti ebrei hanno ucciso a Sobibór?». La risposta fu: «È troppo».
Oltre a Sobibor. La rivolta dimenticata, Blatt scrisse l'autobiografia Dalle ceneri di Sobibor, che racconta la sua esperienza nel campo e la pianificazione della rivolta.
Blatt visse a Santa Barbara, in California, fino alla morte, avvenuta il 31 ottobre 2015 all'età di 88 anni. Uno dei suoi desideri fu quello di acquistare l'ex casa del comandante di Sobibór (che i tedeschi chiamavano "Schwalbennest", ovvero "Nido della Rondine") dal contadino che ci vive attualmente e farne un museo, poiché "è da queste finestre che il comandante di Sobibór ha guardato un quarto di milione di persone andare a morire".